# Шеф
Шеф (фр. Cheffes) насеље је и општина у западној Француској у региону Лоара, у департману Мен и Лоара која припада префектури Анже.
По подацима из 2011. године у општини је живело 922 становника, а густина насељености је износила 53,14 становника/km². Општина се простире на површини од 17,35 km². Налази се на средњој надморској висини од 21 метар (максималној 53 m, а минималној 14 m).

## Демографија
| 1962. | 1968. | 1975. | 1982. | 1990. | 1999. | 2011. |
| ----- | ----- | ----- | ----- | ----- | ----- | ----- |
| 612   | 680   | 632   | 811   | 857   | 822   | 922   |

График промене броја становника у току последњих година